# Euphorbia scarlatina
Euphorbia scarlatina är en törelväxtart som beskrevs av Susan Carter. Euphorbia scarlatina ingår i släktet törlar, och familjen törelväxter.
Artens utbredningsområde är Kenya. Inga underarter finns listade i Catalogue of Life.